# Los zancos (film)
Pour les articles homonymes, voir Los zancos.
Pour plus de détails, voir Fiche technique et Distribution.
Los zancos est un film espagnol réalisé par Carlos Saura, sorti en 1984.

## Synopsis
Angel, un veuf solitaire, est sauvé du suicide par sa jolie voisine. Il va en tomber amoureux…

## Fiche technique
- Titre original : Los zancos
- Réalisation : Carlos Saura
- Scénario : Carlos Saura, Fernando Fernán Gómez
- Direction artistique : Antonio Cortés
- Photographie : Teo Escamilla
- Montage : Pablo G. del Amo
- Société de production : Emiliano Piedra
- Pays d’origine :  Espagne
- Langue originale : espagnol
- Format : couleur — 35 mm — son Mono
- Genre : drame
- Durée : 95 minutes
- Dates de sortie : 
  -  Canada : 12 septembre 1984 (Festival de Toronto)
  -  Espagne : 15 octobre 1984

## Distribution
- Fernando Fernán Gómez : Ángel
- Laura del Sol : Teresa
- Antonio Banderas : Alberto
- Francisco Rabal : Manuel
- Enrique Simón : Cobo

## Distinctions
- Mostra de Venise 1984 : prix Pasinetti du meilleur acteur pour Fernando Fernán Gómez
- Prix Sant Jordi 1985 : meilleur acteur espagnol pour Fernando Fernán Gómez (également pour Feroz et La noche más hermosa)